# クモノハナ
クモノハナは日本の競走馬。終戦間もない1950年に皐月賞、東京優駿（日本ダービー）のクラシック二冠を達成。同年秋の菊花賞で史上2頭目のクラシック三冠に挑んだが、ハイレコードに敗れて三冠を逃した。GHQによる財閥解体の影響で1949年に競走馬生産を中止した小岩井農場が生産した6頭目にして最後のダービー馬である。
全兄に名種牡馬シマタカ、中山記念優勝馬カネフブキ、全妹に桜花賞優勝馬ヤシマベルがいる。

## 経歴
1949年、小岩井農場で開催された最後の競り市に上場された。馬主・北竹清剛から「どうしてもダービーを勝ちたい」と要望され馬を探していた調教師の鈴木勝太郎が競り落としたものであった。父は戦前から数々の活躍馬を輩出していたプリメロ、祖母に帝室御賞典優勝馬ロビンオー（繁殖名マンナ）を持つ良血馬であり、雄大な馬格も相俟って、この競りで2番目の高額馬となった。しかし脚が曲がっていた上、装蹄の失敗により蹄の形が左右不揃いという欠点も抱えており、デビュー前に鈴木が騎乗依頼をした中村広、二本柳俊夫といった面々にはいずれも断られた。田中朋次郎が騎乗した初戦（3着）を経て、2戦目から「近所にいた」橋本輝雄が騎手として定着。その朝日杯3歳ステークスは9頭立ての最下位に終わると、以後も連敗を続け、翌1950年4月9日に8戦目でようやく初勝利を挙げた。なお、これは日本ダービー歴代優勝馬の中で、初勝利までに要した最多出走記録である。
その後、続く2戦を3、2着として5月5日にクラシック初戦・皐月賞に臨んだ。当日は10頭立て4番人気の評価だったが、降雨による不良馬場を利して、前走負かされていたハイレコードに4馬身差を付けて優勝した。橋本によれば、クモノハナは「水かきを付けているように重馬場が上手」な馬であり、「乗っている僕もアッとおどろくような勝ち方」だったと回想している。なお、クモノハナは9勝のうち6勝を稍重よりも悪い馬場状態で挙げており、しかも出走した28レース中17戦で馬場状態が稍重よりも悪かった。

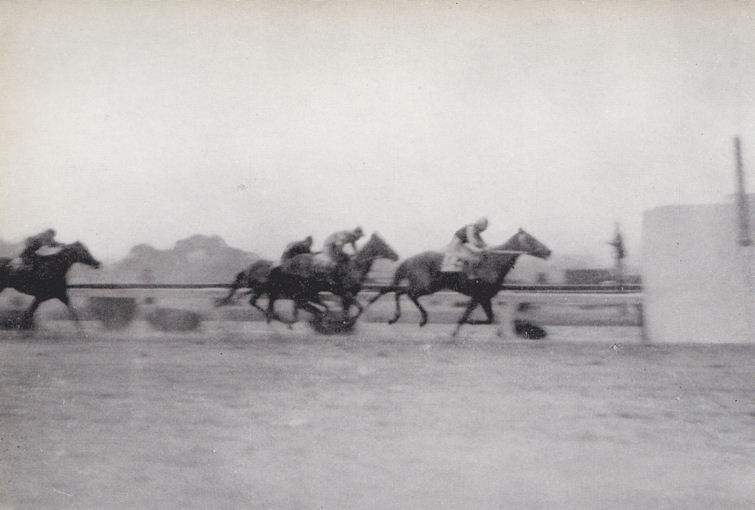
日本ダービー決勝線手前の様子

次走のハンデ戦は2着に敗れたものの、日本ダービーへの前哨戦を3馬身半差で快勝し、6月11日にダービーに臨んだ。当日は皐月賞に続く雨天の不良馬場、当時最多となる26頭の出走馬が揃い混戦模様を呈す中、オッズ4.8倍の1番人気に支持された。スタートが切られると、橋本クモノハナは先行勢7-8頭の中を進んだ。最終コーナーからは6番人気のキミガヨ、13番人気のアンダーフェアが抜け出しを図ったが、直線半ばで両馬を捉え、キミガヨに1馬身余の差を付けて優勝。1941年セントライト以来の皐月賞・日本ダービー連覇を達成した。また、橋本は1944年カイソウ以来のダービー優勝で、史上初の2勝ジョッキーとなった。
橋本は前夜にNHKのラジオ番組『二十の扉』に出演、この時すでに雨天だったことから、翌日の重馬場を見越して「勝つ」と予告した上での勝利であった。後に競馬法で事実上厳禁となった騎手や調教師の予想行為は当時容認されていたことであったが、橋本本人は出演後に当時国民的メディアであったNHKラジオで勝利予告をしてしまったことの重大さに気付き、気が昂ぶって全く眠れなかったという。「馬が強かったから良かったものの、勝てなかったら赤っ恥をかくところだった」と後に語っている。
夏を休養に充て、9月に復帰。3戦2勝という成績で進んだ後、10月29日、セントライト以来2頭目の三冠が懸かる菊花賞に臨んだ。当日は50%近い単勝支持を受けて1番人気に推された。レースはレコードオーがハイペースで逃げ、これにつられたハタカゼが2番手、同馬を相手と見た橋本クモノハナがマークする形で3番手を進んだ。第3コーナー付近でハタカゼが先頭に立ち、追うクモノハナは残り200m付近でこれを交わして先頭に立った。しかし、スタートでの出遅れから待機策を採っていた浅見国一騎乗のハイレコードが後方から追い込み、競り合いの末クモノハナはアタマ差交わされて2着、三冠を逃した。後に橋本は「先頭に立ったところで勝ったと思った。あれが油断だったんだな」と反省の弁を述べたが、浅見は「本当はクモノハナが勝っていたレースです」と相手を立てている。なお、橋本は調教師転向後の1958年に浅見を乗せたコマヒカリで菊花賞に優勝。その競走前、騎乗に関して浅見に付けた注文は「ハイレコードと同じ乗り方」であったという。
菊花賞以後は一般のオープンやハンデキャップ競走を10戦3勝という成績で、翌1950年秋をもって引退。軽種馬農協に買い上げられ、東北支部（青森県）で種牡馬となった。産駒は中山大障害（春）に優勝したクロシオや23勝を挙げたアングロアラブのマルキシオー、キヨフジ記念に優勝しオペックホースの祖母となったステツプホースらを出すに留まり、1959年に廃用となった。以後の消息は不明である。

## 競走成績
| 年月日 | 年月日 | 年月日 | 開催場 | レース名   | 頭数 | 人気 | 着順 | 距離（状態）  | タイム | 着差    | 騎手       | 斤量 [kg] | 勝ち馬/（2着馬）   |
| ------ | ------ | ------ | ------ | ---------- | ---- | ---- | ---- | ------------- | ------ | ------- | ---------- | --------- | ------------------ |
| 1949.  | 11.    | 26     | 中山   | 新馬       | 12   | 3    | 6着  | 芝1000m（稍） |        |         | 田中朋次郎 | 51        | キミガヨ           |
|        | 12.    | 03     | 中山   | 朝日杯3歳S | 9    | 8    | 9着  | 芝1100m（稍） |        |         | 橋本輝雄   | 51        | アヅマホマレ       |
|        | 12.    | 10     | 中山   | オープン   | 9    | 4    | 3着  | 芝1000m（良） |        |         | 橋本輝雄   | 51        | アサミドリ         |
| 1950.  | 01.    | 03     | 東京   | オープン   | 14   | 2    | 4着  | 芝1200m（重） |        |         | 橋本輝雄   | 55        | ハナゾノ           |
|        | 01.    | 05     | 東京   | オープン   | 15   | 2    | 5着  | 芝1200m（稍） |        |         | 橋本輝雄   | 55        | ホシザクラ         |
|        | 01.    | 15     | 東京   | 優勝       | 14   | 8    | 2着  | 芝1200m（不） |        | 6身     | 橋本輝雄   | 55        | ハナゾノ           |
|        | 04.    | 02     | 中山   | オープン   | 10   | 2    | 2着  | 芝1800m（稍） |        | 3身     | 橋本輝雄   | 55        | アヅマホマレ       |
|        | 04.    | 09     | 中山   | オープン   | 7    | 1    | 1着  | 芝1600m（稍） | 1:42.3 | 2身     | 橋本輝雄   | 55        | （イカホダケ）     |
|        | 04.    | 23     | 中山   | 優勝       | 11   | 2    | 3着  | 芝1800m（良） |        |         | 橋本輝雄   | 55        | ハタカゼ           |
|        | 04.    | 29     | 中山   | オープン   | 5    | 1    | 2着  | 芝1800m（良） |        | 1/2身   | 橋本輝雄   | 55        | ハイレコード       |
|        | 05.    | 05     | 中山   | 皐月賞     | 10   | 4    | 1着  | 芝2000m（不） | 2:11.1 | 4身     | 橋本輝雄   | 57        | （ハイレコード）   |
|        | 05.    | 20     | 東京   | 特ハン     | 5    | 1    | 3着  | 芝2000m（重） |        |         | 橋本輝雄   | 58        | ロックホルト       |
|        | 05.    | 28     | 東京   | オープン   | 5    | 1    | 1着  | 芝2000m（重） | 2:09.2 | 3 1/2身 | 橋本輝雄   | 57        | （ヒロノボリ）     |
|        | 06.    | 11     | 東京   | 東京優駿   | 26   | 1    | 1着  | 芝2400m（不） | 2:44.2 | 1 1/4身 | 橋本輝雄   | 57        | （キミガヨ）       |
|        | 09.    | 24     | 中山   | 四歳選抜   | 10   | 2    | 2着  | 芝2000m（良） |        | 1 1/2身 | 橋本輝雄   | 61        | ハタカゼ           |
|        | 09.    | 30     | 中山   | オープン   | 4    | 1    | 1着  | 芝2000m（良） | 2:09.2 | 3 1/2身 | 橋本輝雄   | 60        | （ヒデユウ）       |
|        | 10.    | 22     | 京都   | オープン   | 10   | 1    | 1着  | 芝2200m（良） | 2:20.2 | 1 1/2身 | 橋本輝雄   | 60        | （オリンピア）     |
|        | 10.    | 29     | 京都   | 菊花賞     | 6    | 1    | 2着  | 芝3000m（良） |        | アタマ  | 橋本輝雄   | 57        | ハイレコード       |
|        | 11.    | 05     | 京都   | 優勝       | 3    | 1    | 1着  | 芝2200m（良） | 2:23.4 | 1 1/2身 | 橋本輝雄   | 60        | （オリンピア）     |
|        | 11.    | 23     | 東京   | オープン   | 5    | 1    | 2着  | 芝2000m（稍） |        | 3 1/2身 | 橋本輝雄   | 62        | ヤシマドオター     |
|        | 11.    | 26     | 東京   | 優勝       | 6    | 1    | 5着  | 芝2400m（重） |        |         | 橋本輝雄   | 62        | コマオー           |
|        | 12.    | 03     | 中山   | 特ハン     | 9    | 3    | 6着  | 芝2000m（良） |        |         | 稗田十七二 | 64        | コマオー           |
|        | 12.    | 17     | 中山   | オープン   | 7    | 1    | 1着  | 芝1800m（不） | 1:57.4 | 1/4身   | 稗田十七二 | 62        | （フェルスセフト） |
|        | 12.    | 24     | 中山   | 優勝       | 4    | 2    | 1着  | 芝2400m（稍） | 2:36.0 | 1 1/4身 | 稗田十七二 | 62        | （トキノセフト）   |
| 1951.  | 01.    | 14     | 京都   | オープン   | 8    | 1    | 2着  | 芝1700m（稍） |        | 1身     | 稗田十七二 | 64        | ホウライサン       |
|        | 04.    | 01     | 中山   | 特ハン     | 9    | 1    | 7着  | 芝2000m（良） |        |         | 稗田十七二 | 62        | ミサワホープ       |
|        | 10.    | 13     | 中山   | オープン   | 6    | 3    | 6着  | 芝1800m（良） |        |         | 稗田十七二 | 64        | ハタカゼ           |
|        | 10.    | 28     | 中山   | オープン   | 7    | 5    | 7着  | 芝1600m（重） |        |         | 稗田十七二 | 64        | クモタケ           |

※競走名太字は八大競走。

## 血統表
| クモノハナの血統（ブランドフォード系 / Desmond、Simontault、Childwick4×5×5×5=15.63%、White Eagle、Lesterlin、Pretty Polly4×5×4=15.63%、Gallinule5×5=6.25%） | クモノハナの血統（ブランドフォード系 / Desmond、Simontault、Childwick4×5×5×5=15.63%、White Eagle、Lesterlin、Pretty Polly4×5×4=15.63%、Gallinule5×5=6.25%） | クモノハナの血統（ブランドフォード系 / Desmond、Simontault、Childwick4×5×5×5=15.63%、White Eagle、Lesterlin、Pretty Polly4×5×4=15.63%、Gallinule5×5=6.25%） | （血統表の出典）         | （血統表の出典） |
| 父 *プリメロ Primero 1931 鹿毛 アイルランド | 父の父Blandford 1919 黒鹿毛 アイルランド | Swynford | John o'Gaunt             | John o'Gaunt     |
| 父 *プリメロ Primero 1931 鹿毛 アイルランド | 父の父Blandford 1919 黒鹿毛 アイルランド | Swynford | Canterbury Pilgrim       |                  |
| 父 *プリメロ Primero 1931 鹿毛 アイルランド | 父の父Blandford 1919 黒鹿毛 アイルランド | Blanche | White Eagle              | White Eagle      |
| 父 *プリメロ Primero 1931 鹿毛 アイルランド | 父の父Blandford 1919 黒鹿毛 アイルランド | Blanche | Black Cherry             |                  |
| 父 *プリメロ Primero 1931 鹿毛 アイルランド | 父の母Athasi 1917 鹿毛 アイルランド | Farasi | Desmond                  | Desmond          |
| 父 *プリメロ Primero 1931 鹿毛 アイルランド | 父の母Athasi 1917 鹿毛 アイルランド | Farasi | Molly Morgan             |                  |
| 父 *プリメロ Primero 1931 鹿毛 アイルランド | 父の母Athasi 1917 鹿毛 アイルランド | Athgreany | Galloping Simon          | Galloping Simon  |
| 父 *プリメロ Primero 1931 鹿毛 アイルランド | 父の母Athasi 1917 鹿毛 アイルランド | Athgreany | Fairyland                |                  |
| 母 第参マンナ 1937 黒鹿毛 日本 | 母の父*シアンモア Shian Mor 1924 黒鹿毛 イギリス | Buchan | Sunstar                  | Sunstar          |
| 母 第参マンナ 1937 黒鹿毛 日本 | 母の父*シアンモア Shian Mor 1924 黒鹿毛 イギリス | Buchan | Hamoaze                  |                  |
| 母 第参マンナ 1937 黒鹿毛 日本 | 母の父*シアンモア Shian Mor 1924 黒鹿毛 イギリス | Orlass | Orby                     | Orby             |
| 母 第参マンナ 1937 黒鹿毛 日本 | 母の父*シアンモア Shian Mor 1924 黒鹿毛 イギリス | Orlass | Simon Lass               |                  |
| 母 第参マンナ 1937 黒鹿毛 日本 | 母の母マンナ 1928 栗毛 日本 | *クラックマンナン Clackmannan | Lomond                   | Lomond           |
| 母 第参マンナ 1937 黒鹿毛 日本 | 母の母マンナ 1928 栗毛 日本 | *クラックマンナン Clackmannan | Pretty Polly             |                  |
| 母 第参マンナ 1937 黒鹿毛 日本 | 母の母マンナ 1928 栗毛 日本 | 第三フラストレート | *インタグリオー          | *インタグリオー  |
| 母 第参マンナ 1937 黒鹿毛 日本 | 母の母マンナ 1928 栗毛 日本 | 第三フラストレート | *フラストレート F-No.1-b |                  |

父は戦前-戦後期の大種牡馬の1頭として知られる。祖母マンナ（競走馬名ロビンオー）の牝系は日本競馬史上有数の繁栄を見せ、近親だけでも従姉にJRA顕彰馬のトキツカゼ、その産駒でそれぞれ年度代表馬に選出されたオートキツとオンワードゼア、別の従姪に優駿牝馬（オークス）優勝馬フェアマンナと、天皇賞（秋）に優勝したセルローズの姉妹がいる。また、本馬の全妹ニューマンナの4代孫に阪神3歳牝馬ステークスの優勝馬ヤマカツスズランがいる。